# Kuchisake-onna

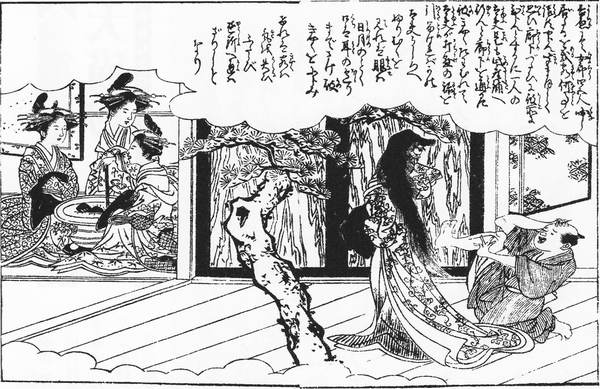
« Yoshiwara no Kaijo » de Ehon-Sayo-Shigure

Kuchisake-onna (口裂け女, Kuchisakeonna, « femme à la bouche fendue ») se réfère à une histoire issue de la mythologie japonaise, ainsi qu'à la version moderne de la légende urbaine d'une femme défigurée par un mari jaloux, et changée en un esprit vengeur avide de reproduire, par vengeance, le même acte dont elle a été victime.

## Légende
La légende originale comprenait une jeune fille qui vivait il y a une centaine d'années (certaines versions de cette légende situent l'histoire à l'ère Edo) et ayant été la femme, ou bien la concubine d'un samouraï. Elle était décrite comme étant d'une grande beauté (la plus belle de son village), tous les jours, elle demandait aux enfants du village si elle était jolie. Et les enfants répondaient « oui ». Un jour, elle se dit qu’elle pouvait tromper son mari. Le samouraï, extrêmement jaloux et se sentant trompé et déshonoré, l'attaqua et lui fendit la bouche jusqu'aux deux oreilles, disant : « Qui te trouvera belle, maintenant ? ».
La légende urbaine débute à ce point, racontant qu'une femme erre la nuit (surtout pendant les après-midi de brouillard ou dans des forêts sombres), le visage caché derrière un masque chirurgical, qui ne paraîtrait pas spécialement incongru, dans la mesure où il est de coutume au Japon de porter un masque lors de maladies, afin de ne pas infecter les autres. Lorsqu'elle croise quelqu'un (le plus souvent des enfants et des collégiens), elle leur demande timidement : « Suis-je belle ? » (« Watashi kirei? »). Si la personne répond oui, elle enlève son masque et dit : « Même comme cela ? ».
Arrivée là, si la victime répond « Non », elle la tue ou bien lui fend la bouche afin qu'elle lui ressemble (l'arme est une paire de ciseaux ou une faux). Si la victime lui dit qu'elle est belle une seconde fois, elle dira : « Si vous me trouvez si jolie, je vous en ferais un. » et tue la victime en lui découpant la bouche (comme elle).
Durant les années soixante-dix s'est ajouté à la légende que si vous répondiez : « Vous êtes ordinaire », vous seriez sauvé. Lorsque la légende a regagné en popularité, au début des années 2000, une réponse pouvant sauver la victime s'est ajoutée : « Vous êtes normale ». À la différence de la précédente réponse, Kuchisake-onna serait alors contrainte de réfléchir au sens de cette affirmation, et la victime profiterait de ce moment de réflexion pour s'enfuir. Une autre manière de lui échapper alors qu'elle est distraite est de lui envoyer des bonbons ou d'autres friandises, ou de simplement lui en offrir. Enfin, une dernière façon de se sauver pour la victime est de lui demander si elle-même est belle. Perturbée, elle partira.

### Version alternative
La réactualisation de ce mythe a également conduit à lui créer de nouvelles origines. Si le scénario de la rencontre avec Kuchisake-onna reste le même, son visage déformé serait le fruit d'une intervention de chirurgie esthétique ratée, ou lors d'un rendez-vous calamiteux chez un dentiste. Ainsi la jeune femme apparaît-elle à ses victimes en portant un masque chirurgical, pratique commune au Japon pour éviter la propagation d'un rhume ou de quelque autre maladie infectieuse. Outre les bonbons et les phrases la poussant à la réflexion, un autre moyen de la faire fuir serait de crier brillantine à trois reprises : le chirurgien responsable de la malheureuse opération en portait.

## Interprétation
Le regain de popularité de cette légende, notamment dans les milieux scolaires, s'expliquerait par l'analogie de celle-ci avec la pression que le système scolaire japonais engendre sur ses écoliers. Kuchisake-onna serait alors l'incarnation de l'anxiété des élèves quant à l'obsession des professeurs et des parents pour leurs bons résultats.

## Etudes publiées en français
- Kôji Watanabe et Olivier Lorrillard, « Kuchisake-onna ou la Femme à la bouche fendue : essai d’interprétation mythologique d’une légende urbaine japonaise » in « Si est tens a fester » : Hommage à Philippe Walter, Tokyo, CEMT Editions, 2022, 187-202 p. (ISBN 978-4-9901346-1-7)